# Menier (entreprise)
Pour les articles homonymes, voir Menier.

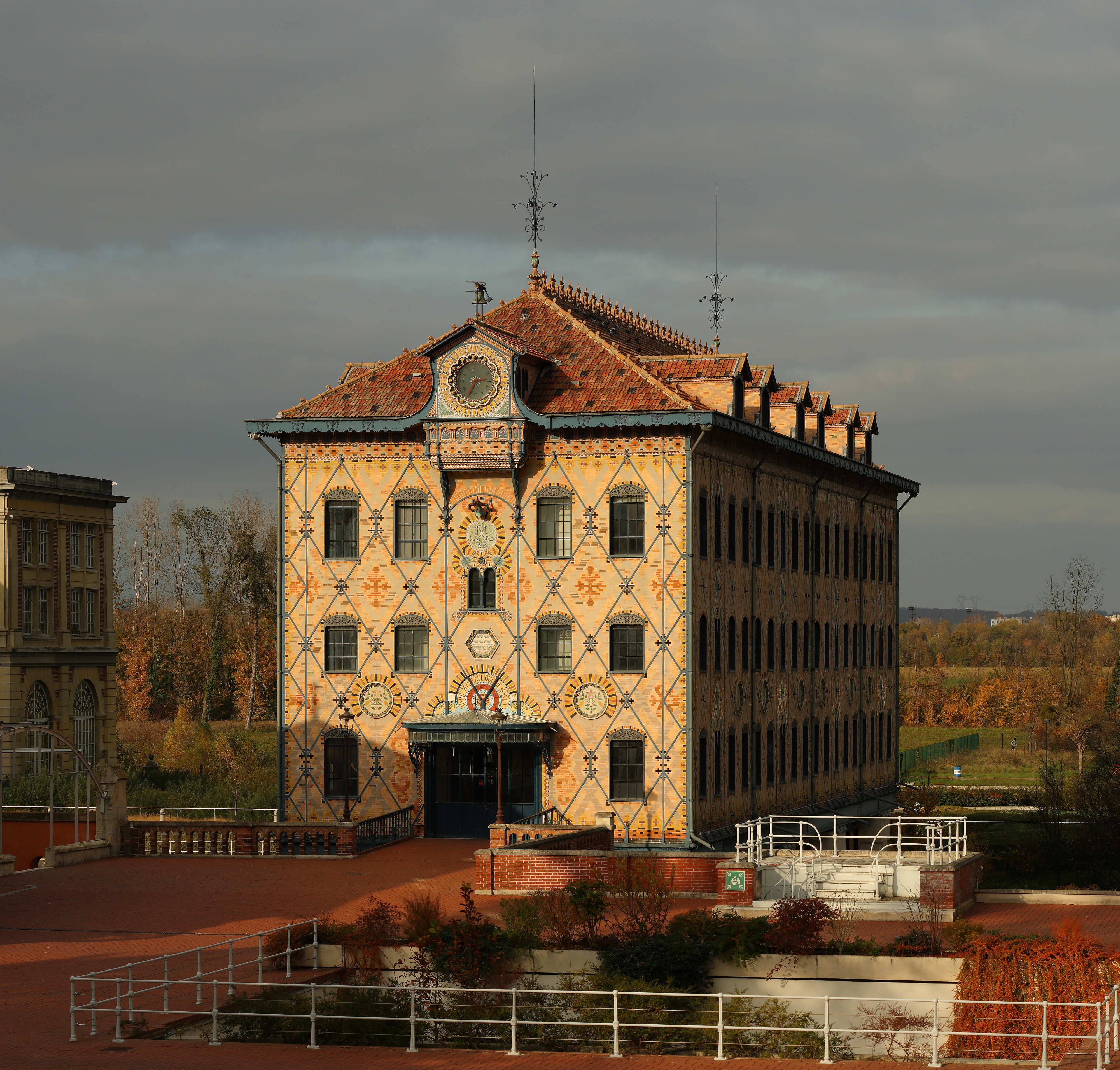
Chocolaterie Menier (Moulin Saulnier à Noisiel)

Menier est une entreprise chocolatière française fondée en 1816 par Antoine Brutus Menier qui a commencé à fabriquer les tablettes en 1856.
L'histoire de l'entreprise est intimement liée à l'histoire de Noisiel (Seine-et-Marne), où plusieurs constructions de la chocolaterie sont préservées (Moulin Saulnier, cité ouvrière Menier, anciens réfectoires, ferme du Buisson, …).

## Aperçu historique
C'est Jean Menier qui fonde en 1816 ce qui sera un temps la maison centrale de droguerie. Celle-ci, installée à l'origine dans le quartier du Marais à Paris rue Sainte-Croix-de-la-Bretonnerie, vend des produits pharmaceutiques et des médicaments à base de chocolat, ce dernier servant à masquer l'amertume des pastilles. Grâce à la dot considérable de sa femme, il développe son entreprise en mécanisant la fabrication des poudres pharmaceutiques à l'aide d'un moulin à bras, ce qui lui permet de livrer 15 000 officines en substances pulvérisées de qualité,.
En 1825, Jean Menier achète le moulin hydraulique de Noisiel et y installe une usine pour la fabrication industrielle de chocolat pharmaceutique et de produits pharmaceutiques. Même si sa fabrique n'accorde qu'une place secondaire à la production de chocolat, en raison des difficultés d'approvisionnement en sucre et en cacao, il décide vers 1830, de développer le chocolat de table, considéré encore comme un produit de luxe consommé sous forme de boisson ou de confiserie. Grâce à son outil industriel, il peut vendre du chocolat de ménage de qualité et abordable. En 1836, il lance un nouveau produit, un paquet de six barres accolées à grand renfort de petites annonces, la première tablette industrielle de chocolat est habillée du fameux papier jaune. C'est aussi le moment de l'essor de la production et des effectifs de l'entreprise qui passent de 50 ouvriers en 1856 à 325 en 1867. En 1867, Émile-Justin, fils d'Antoine Brutus Menier, a deux activités : la fabrication de chocolat à Noisiel et la pharmacie à Saint-Denis. Il décide de se recentrer sur cette première activité et cède l'usine dionysienne à la Pharmacie centrale de France. La cheminée, encore en place à côté du Stade de France, affiche le « M » de Menier.
Le site de Noisiel est développé. Ils sont 2 200 ouvriers à produire 70 tonnes de chocolat par jour en 1900 et encore 1 500 dans les années 1950.
Le moulin Saulnier est conçu par l'architecte Jules Saulnier et construit (1869-1872) par l'ingénieur Armand Moisant. C'est le premier bâtiment au monde qui reproduit le projet de maison à pans en fer et revêtement en faïences des "Entretiens sur l'Architecture" de Viollet le Duc. Il est caractérisé par sa structure métallique apparente et par les motifs de sa façade en briques émaillées. L'ingénieur Girard y installe une turbine.

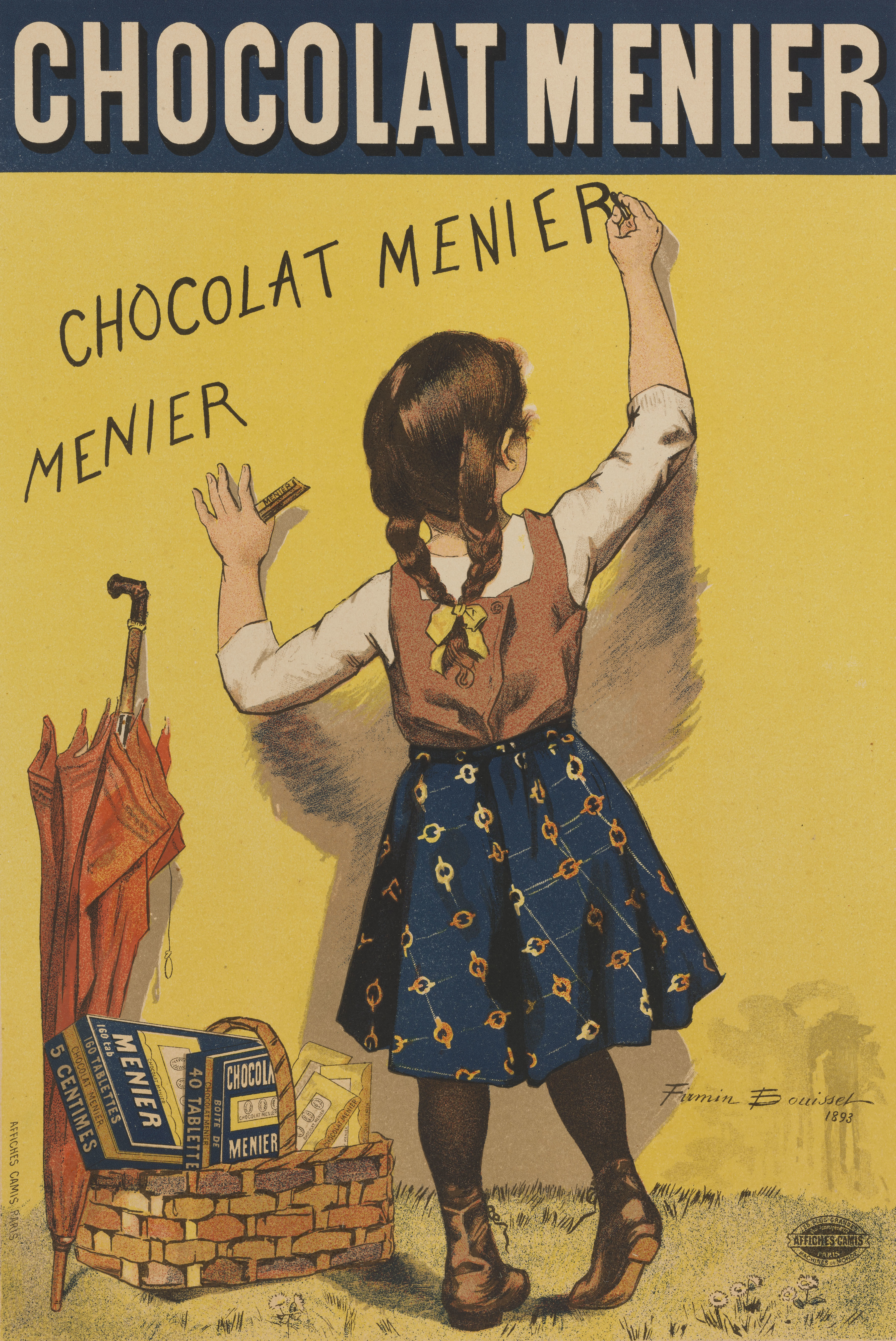
Affiche publicitaire de 1893, créée par Firmin Bouisset.

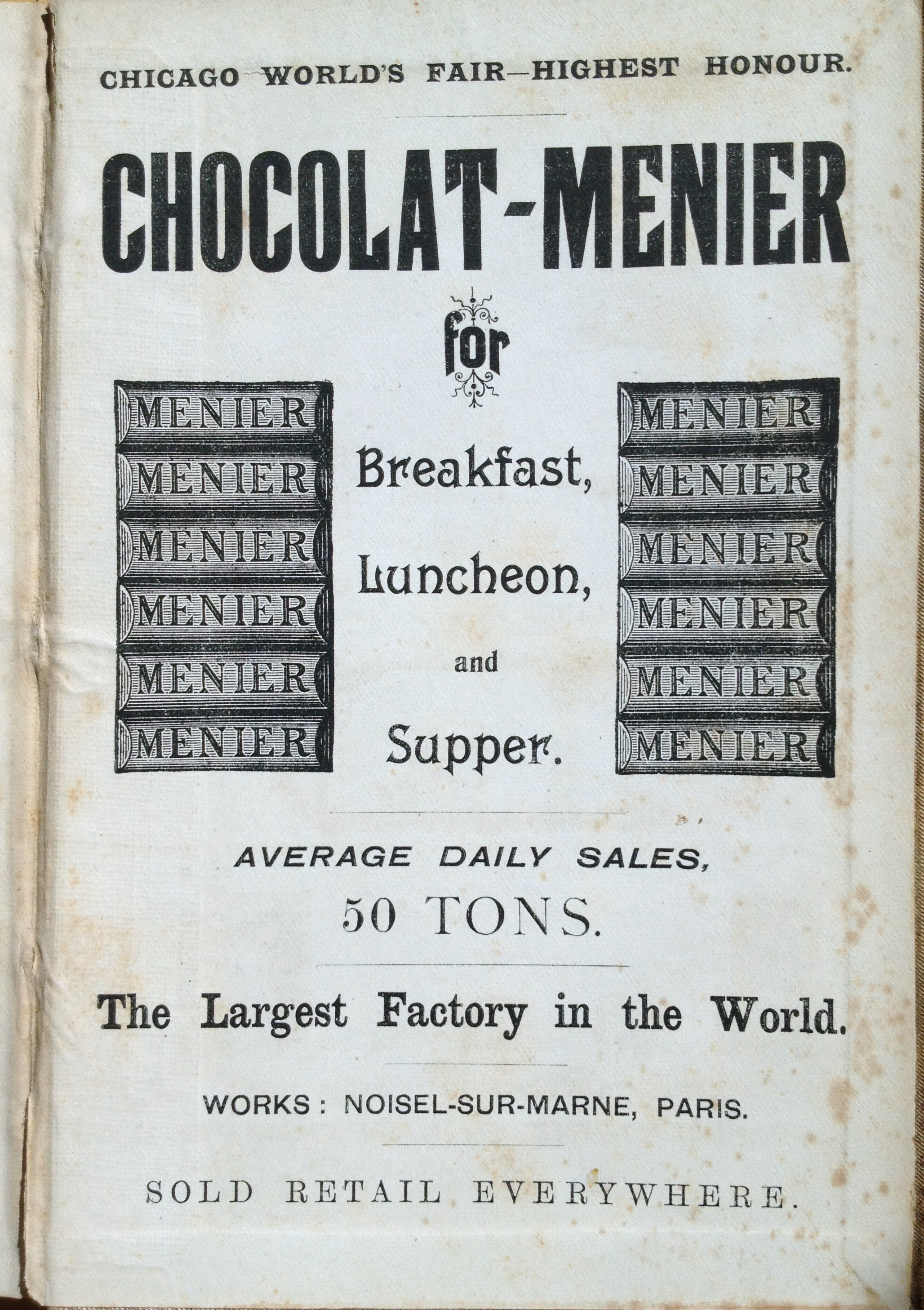
Réclame pour le Chocolat Menier en Grande-Bretagne, 1894.

À la mort d'Émile-Justin, en 1881, ce sont ses fils, Gaston, Albert et surtout l'aîné, Henri, qui assurent les destinées de l'entreprise familiale. Ils développent les campagnes publicitaires : peinture murale, affiche avec la petite fille (1893), objets dont la petite tirelire en forme de kiosque. La marque mène des campagnes en Grande-Bretagne, en Suède, et un peu partout en Europe. En 1907, la marque est présente durant l'exposition coloniale à Nogent-sur-Marne : sur le plan de la communication, le chocolat est alors associé à l'Afrique, où, en effet, d'importantes plantations ont été effectuées, ce qui permet de baisser les coûts d'importation depuis le Nicaragua où les Menier possèdent des terres.
La fortune des Menier est telle qu'Henri Menier, qui est par ailleurs maire de Noisiel, consacre une grande partie de son temps et de son argent à ses deux passions que sont le yachting et la course automobile. Il est le maître d'équipage qui chasse dans la forêt de Villers-Cotterêts. En 1895, il achète même l'île d'Anticosti dans le golfe du Saint-Laurent au Canada pour en faire une réserve privée de chasse et de pêche et y fonde Port-Menier. En avril 1913, il acquiert le domaine et le château de Chenonceau qui, à sa mort, au mois de septembre suivant, est transmis à son frère Gaston, qui revend l'île d'Anticosti à une compagnie forestière canadienne (Wayagamack Pulp and Paper Company) en 1926. 
La chocolaterie cesse d'innover tandis que débute la Première Guerre mondiale. Des produits sont lancés dans les années 1920 dans la catégorie des chocolats fins par la maison Menier. Leader du chocolat ménager - chocolat en poudre, chocolat pâtissier, elle s'attaque au marché de la confiserie, face à Lindt et Suchard mais se révèle mal adaptée à la concurrence internationale dans ce secteur et est fragilisée par la crise de 1929. Gaston meurt en 1934, ses fils Georges, puis Jacques, lui succèdent, mais le Front populaire fait perdre la mairie de Noisiel à la famille en 1938.
Après la Seconde Guerre mondiale, incapable de se reconvertir, la firme décline, concurrencée par les barres chocolatées venues des États-Unis. Avec la mort d'Hubert Menier (le troisième enfant de Georges) survenue en 1959, l'entreprise déficitaire est rachetée par Cacao Barry. Antoine Menier, le frère aîné d'Hubert et qui était cogérant de l'entreprise depuis 1953, meurt sans enfant à Paris, le 12 août 1967, et devient le dernier des Menier à diriger la firme. L'entreprise est rachetée en 1965 par le groupe Perrier, puis par Rowntree en 1975 et par Nestlé en 1988. Le Moulin Saulnier est classé au titre des monuments historiques en 1992.
Entre 1996 et 2020, le site Menier, au bord de la Marne, est le siège de la division de Nestlé pour la France.
La marque Menier subsiste encore grâce à ses tablettes de chocolat pâtissier, ainsi qu'au chocolat en poudre, mais elle n'est plus guère mise en avant, notamment parce que la marque n'est connue que sur le marché français. La multinationale lui préfère donc son produit « Nestlé dessert ».
L'usine Menier de Noisiel à la fin du XIXe siècle - début du XXe siècle 

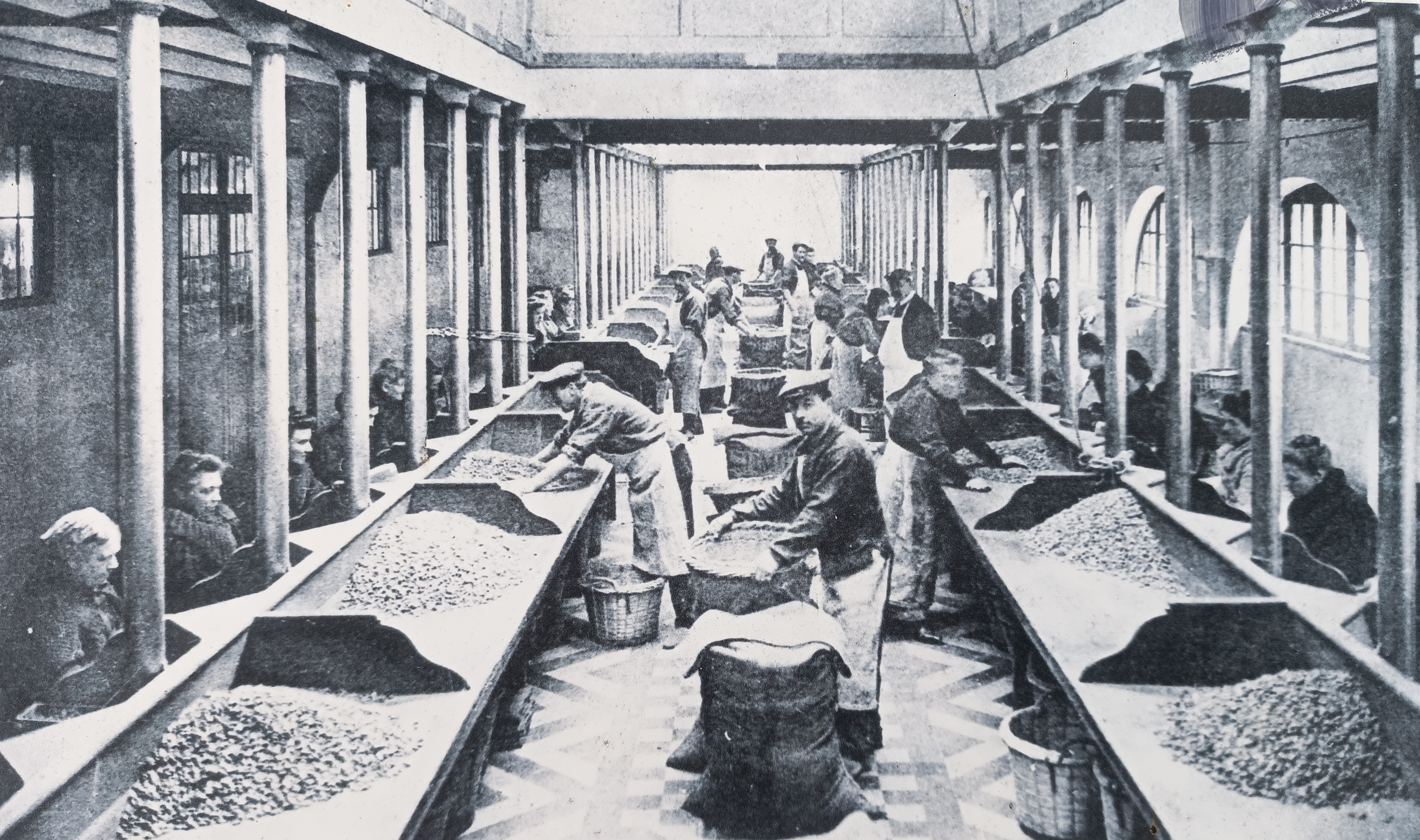
Magasin de cacao - Premier triage - 1890
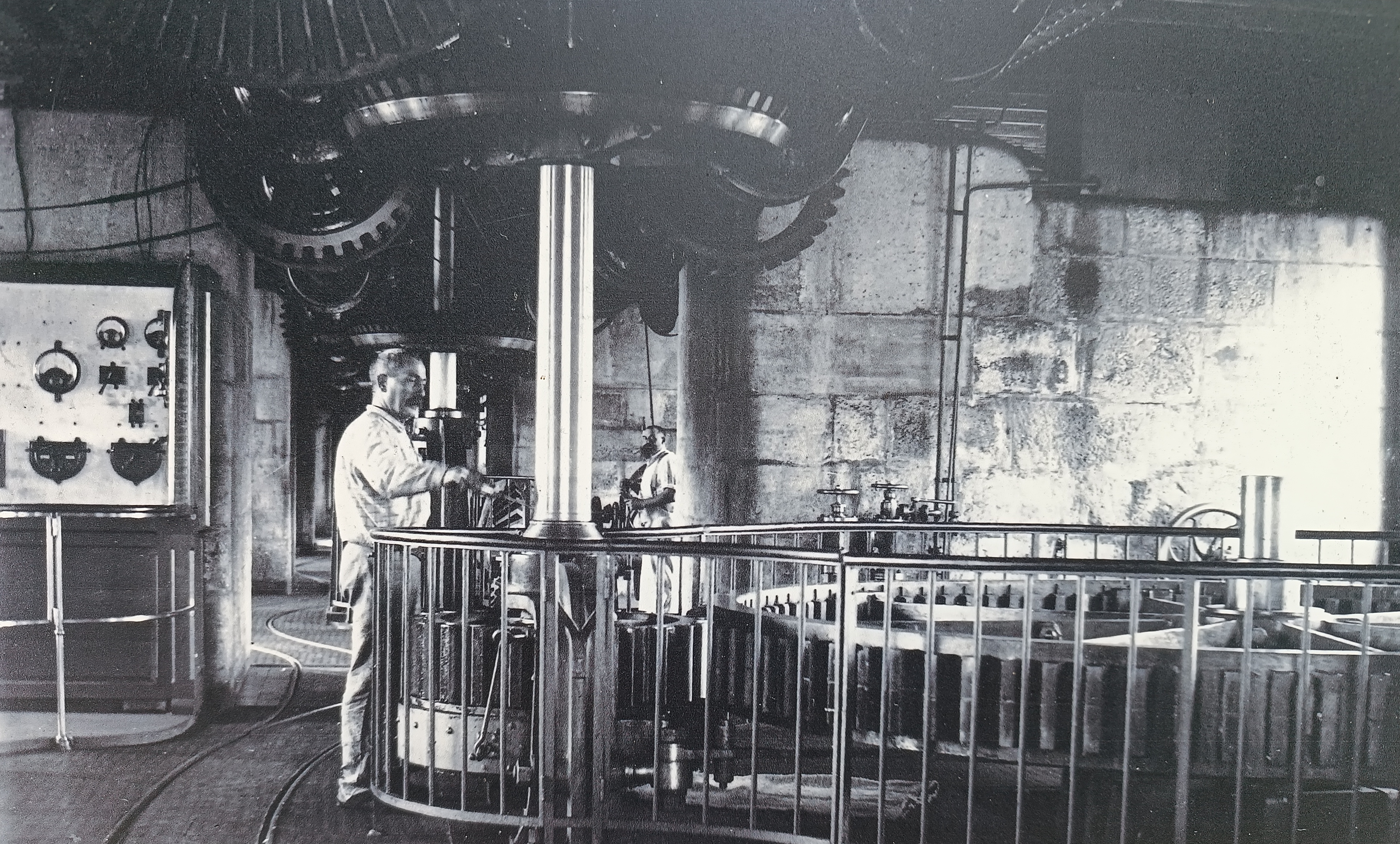
Moulins Saulnier - Engrenages à transmission mécanique
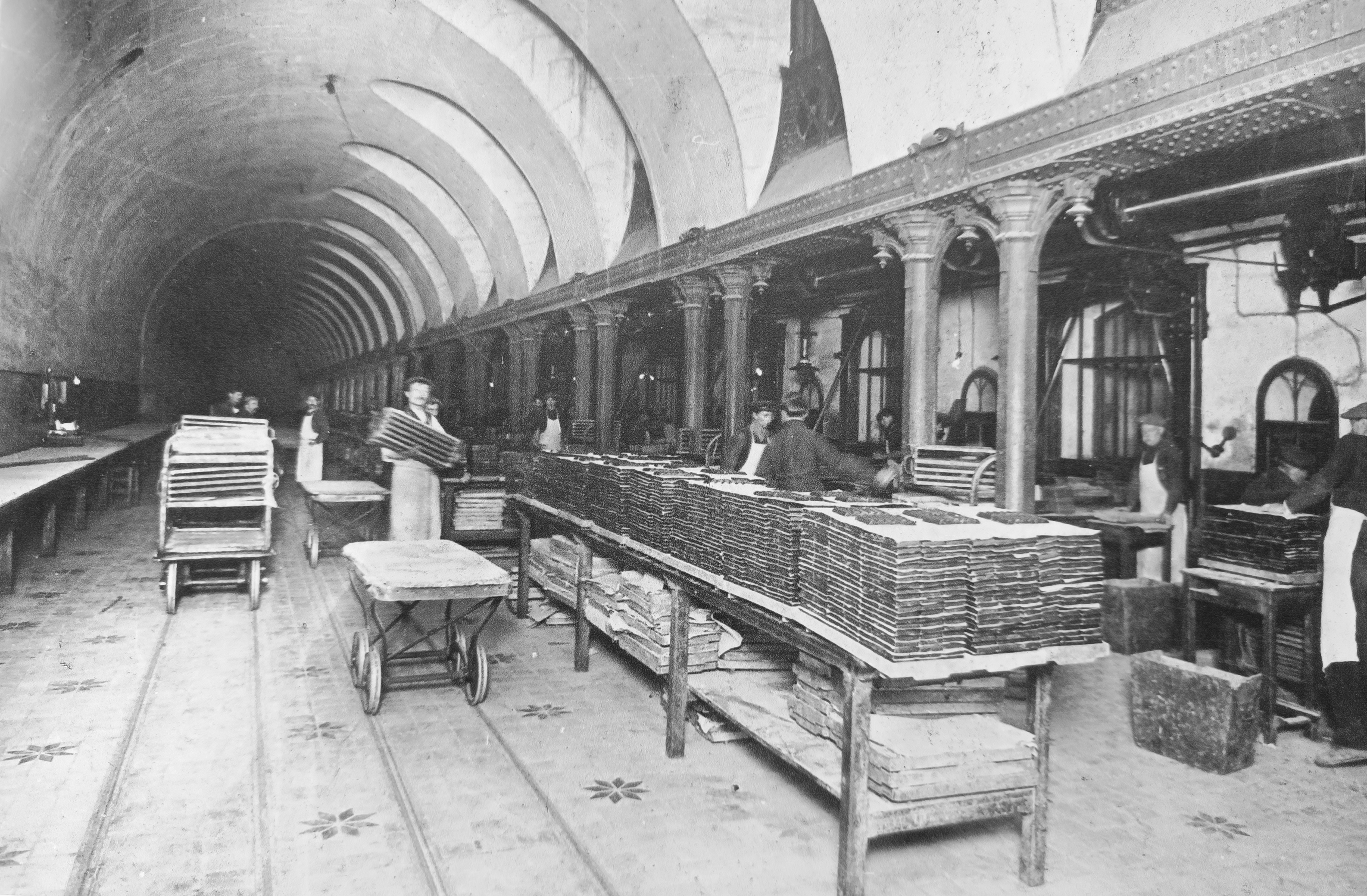
Sortie des tunnels
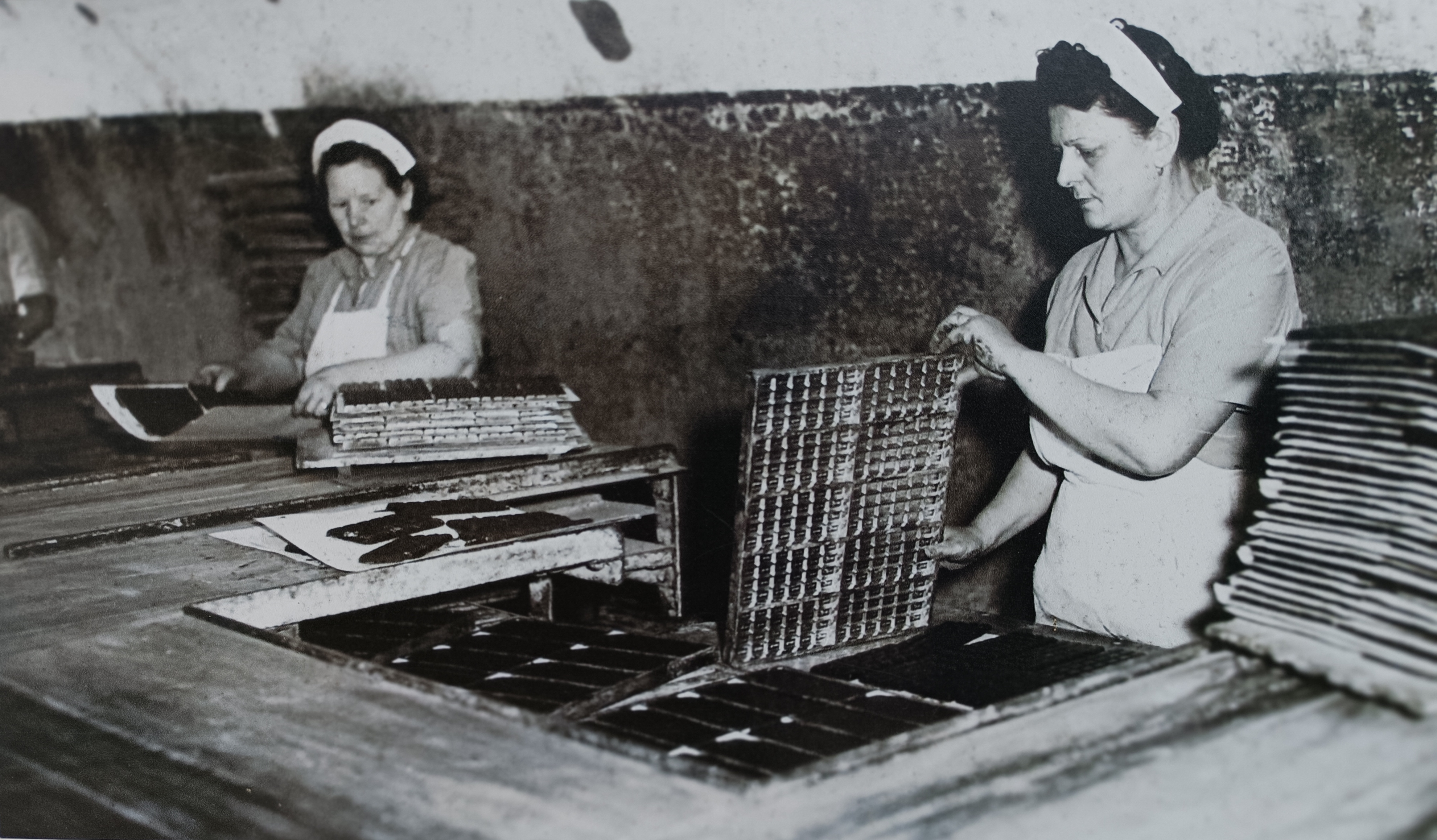
Démoulage des tablettes à la sortie des tunnels de refroidissement
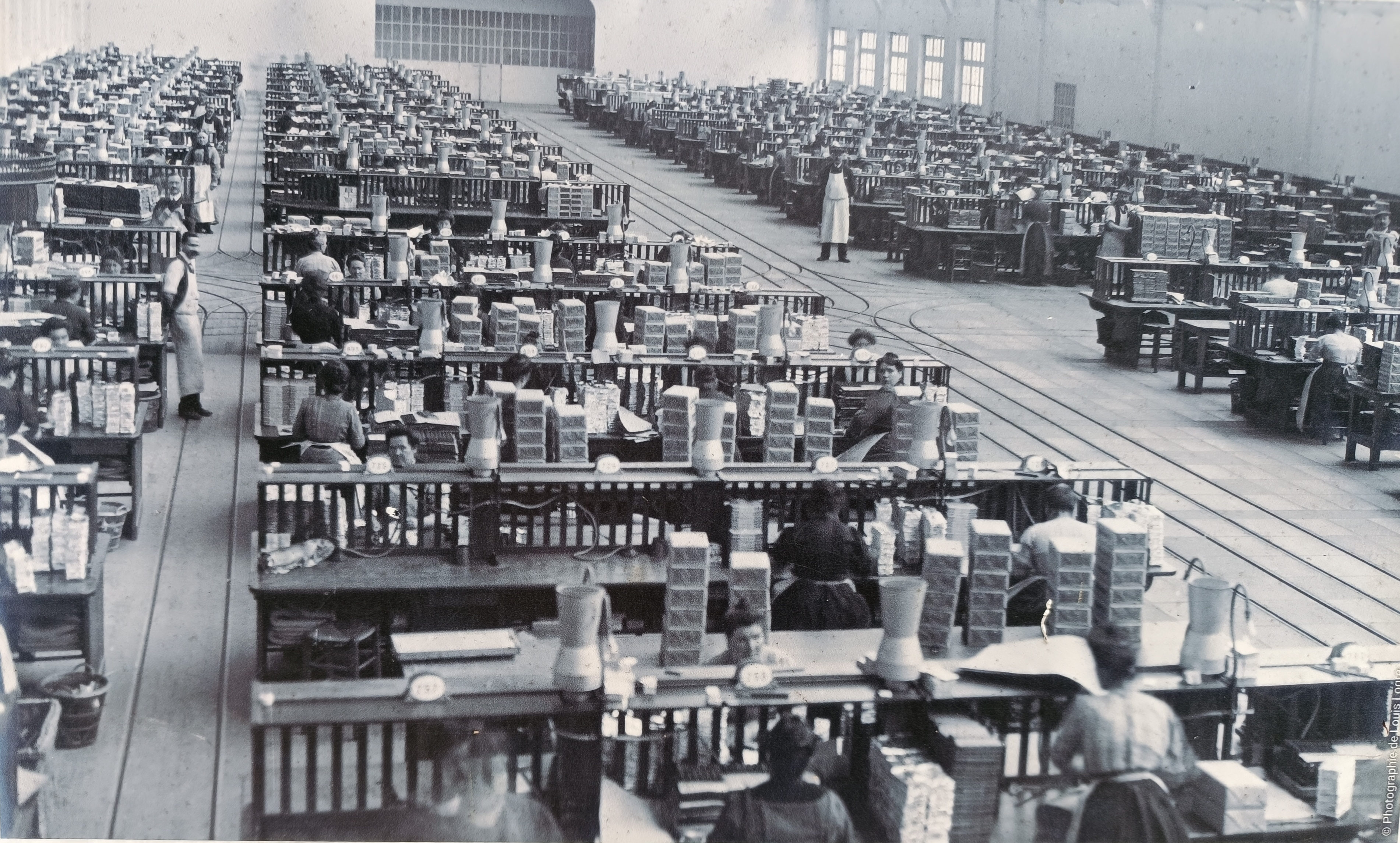
Atelier de pliage et d'emballage - vers 1910
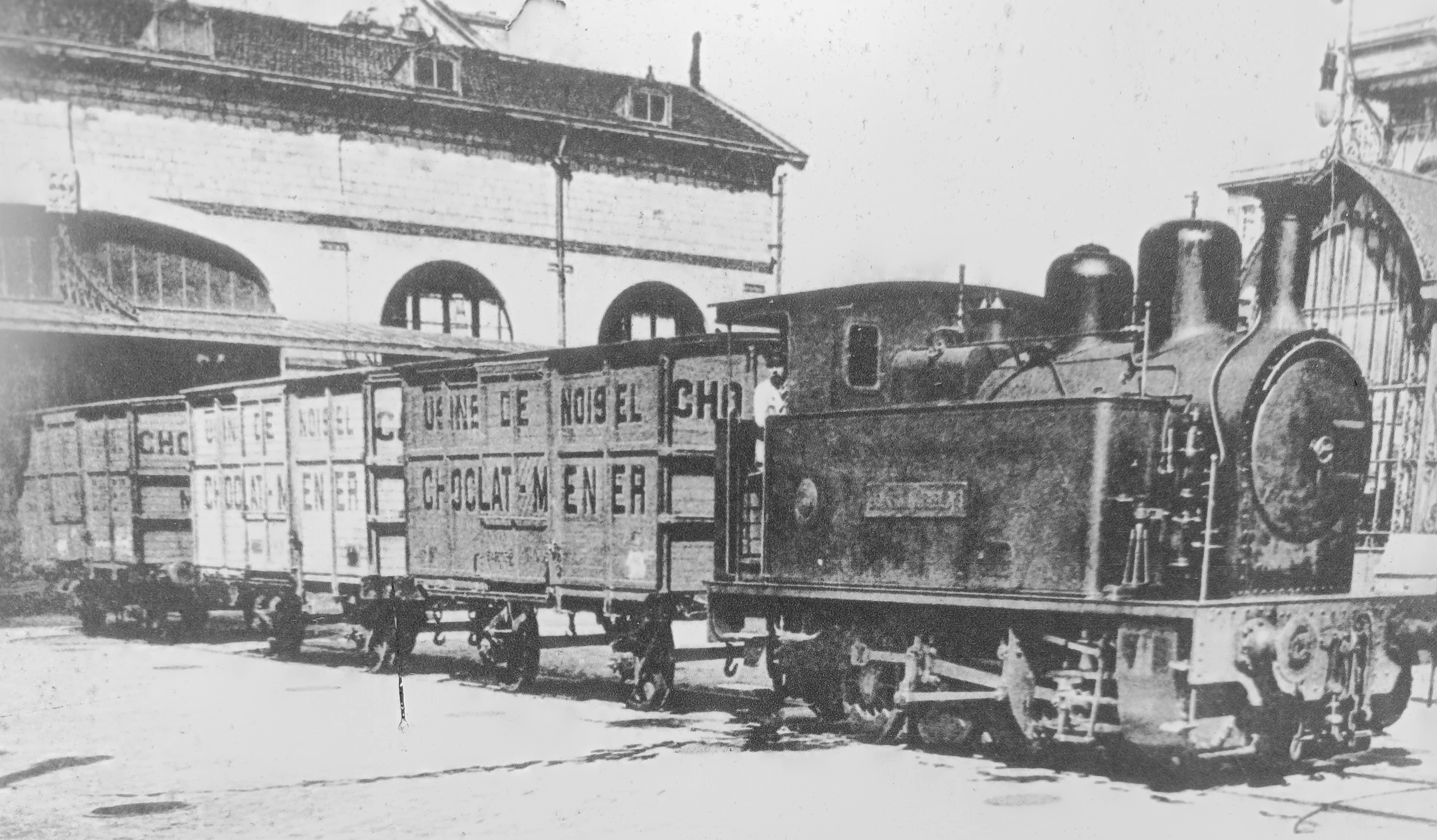
Un train quitte l'usine de Noisiel

## Cité ouvrière Menier

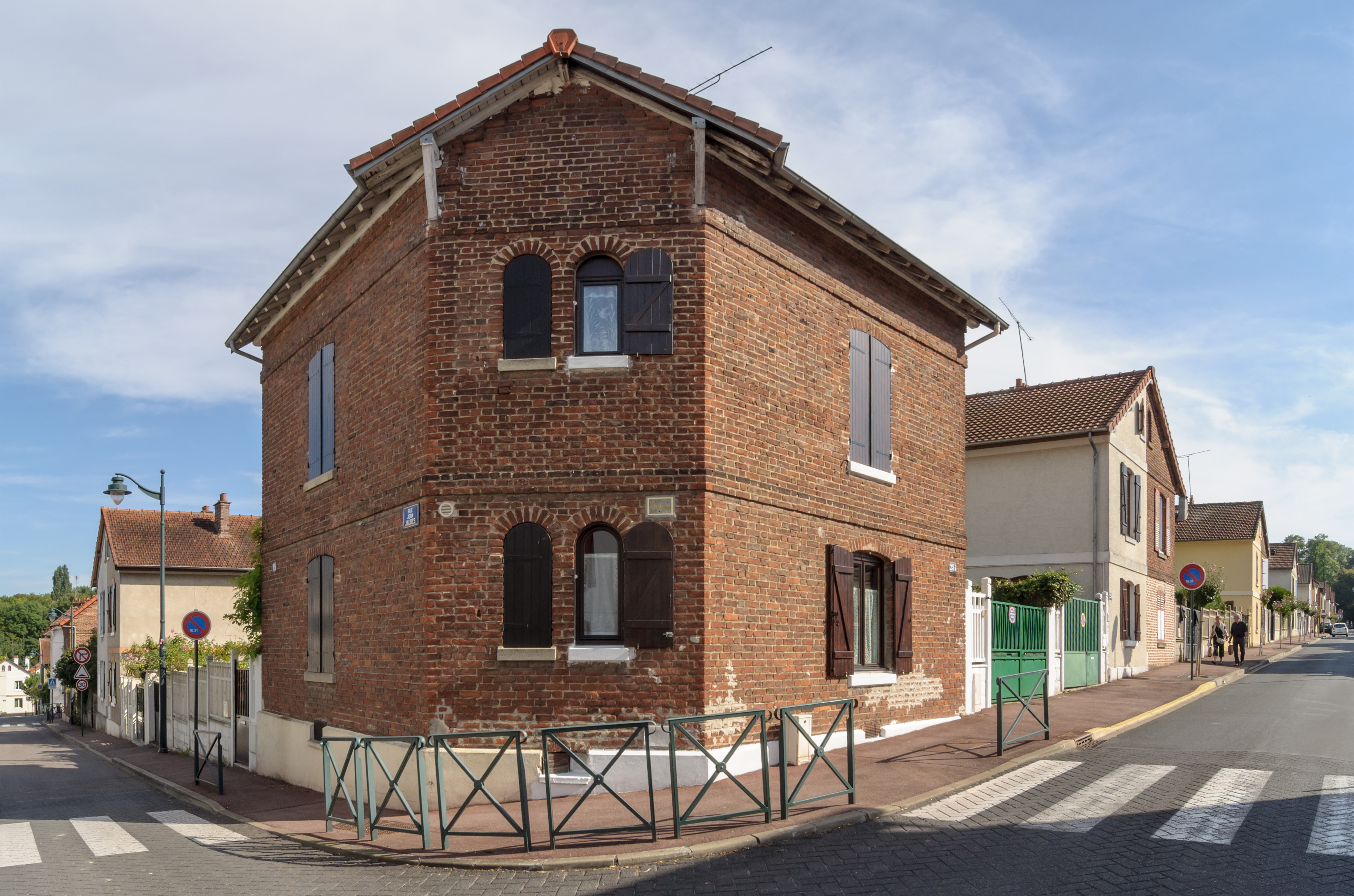
Pavillons dans la cité ouvrière Menier à Noisiel.

Elle est composée de nombreuses maisons.
Les maisons Menier de la commune de Noisiel sont un ensemble immobilier de maisons mitoyennes identiques, érigées par la chocolaterie Menier pour ses ouvriers. Situées le long de la place du Jeu-de-Paume, ces maisons sont typiques du XIXe siècle, avec leurs briques et leur céramique vitrifiée. Noisiel doit son industrialisation à l'installation de la chocolaterie Menier, où travaille une forte proportion de la population active de la commune. Jusqu'à la Seconde Guerre mondiale, une personne sur trois — soit environ 200 Noiséliens — est un chocolat, surnom des ouvriers qui travaillent à la chocolaterie Menier.
Une petite surface de la chocolaterie Menier occupe en partie le territoire de Torcy. C'est l'atelier où se fabriquaient les caisses servant au transport par train des tablettes de chocolat.